# Mindre rörhöna
Mindre rörhöna (Paragallinula angulata) är en afrikansk fågel i familjen rallar inom ordningen tran- och rallfåglar. Den ser ut som en mindre variant av rörhönan, men är trots det avlägset släkt och lyfts därför numera ut till ett eget släkte. Mindre rörhöna förekommer i tätbevuxna våtmarker i Afrika söder om Sahara. Vid några få tillfällen har den påträffats i Europa. Beståndet anses vara livskraftigt. Arten beskrevs vetenskapligt av den svenske zoologen Carl J. Sundevall.

## Utseende
Mindre rörhöna är som namnet avslöjar en mindre upplaga av rörhöna (Gallinula chloropus), endast 22–23 centimeter i kroppslängd. Den är desstuom blekare, snarare grå än svart i flykten med mörkare vingar. Näbben är gul med scharlakansröd kulmen och likaså scharlakansröd spetsig panna (rundad hos rörhönan). Benen och fötterna är gulgröna. Honan är blekare och brunare ovan med ljusgrått ansikte och svart endast vid näbbase, en silverfärgad strupe samt blekare grå undersida.

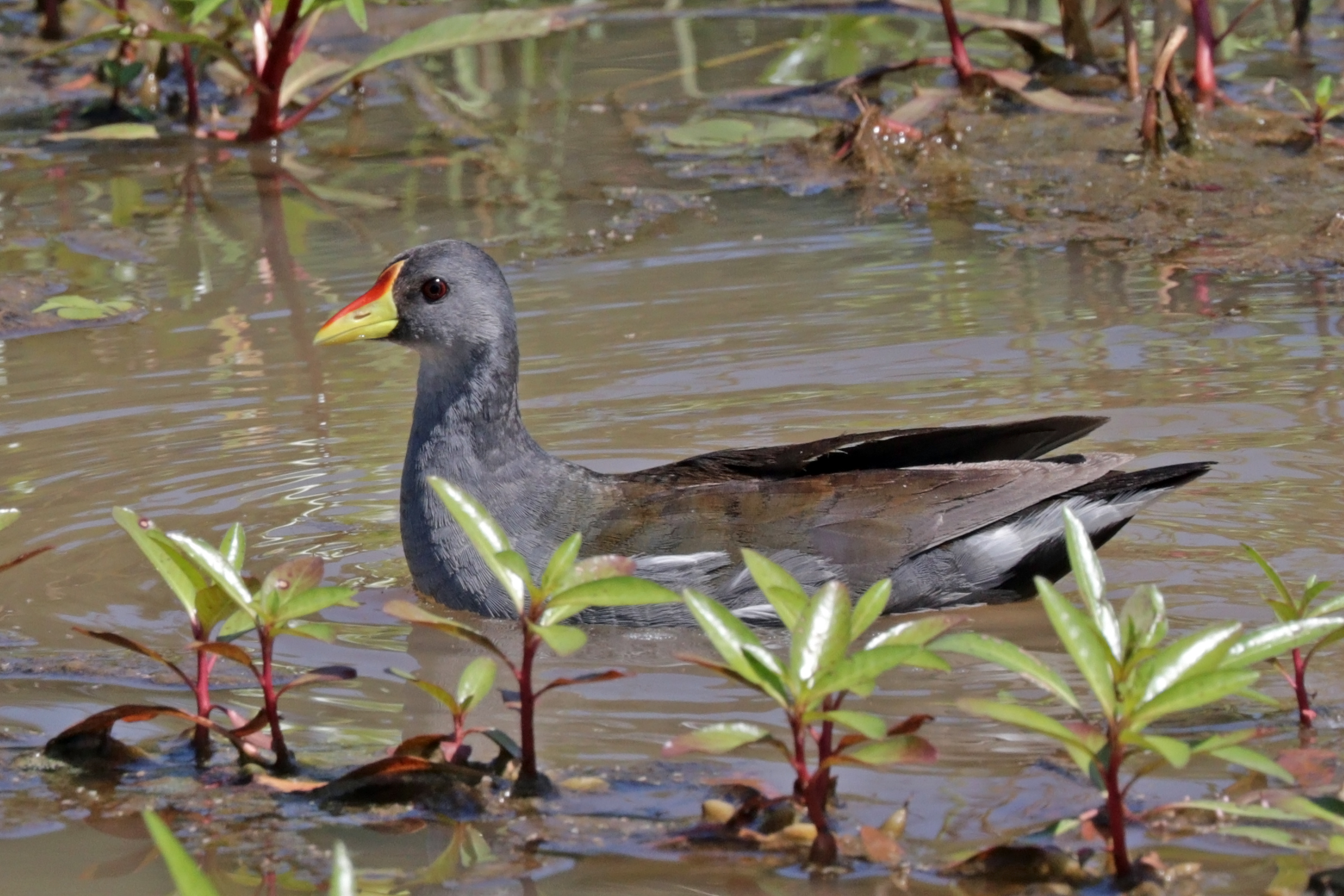

## Läte
Lätena liknar rörhönans med snabba serier med kluckande toner, andra mer pumpande toner och vassa klickande och gnissliga ljud. Varningslätet är ett vasst "tik" eller "tek".

## Utbredning och systematik
Mindre rörhöna förekommer i akvatiska livsmiljöer i Afrika söder om Sahara. Den är en mycket sällsynt gäst i Europa med endast tre fynd: Madeira 1895 (länge identifierad som korpsumphöna) samt i Spanien 2000 och 2003, det senare fyndet dock ej säkert om den nått Europa på naturlig väg.

### Släktestillhörighet
Tidigare fördes den till släktet Gallinula och vissa gör det fortfarande. DNA-studier visar dock att den är mer avlägset släkt, systerart till Gallinula och sothönsen i Fulica sammantaget.

## Ekologi
Arten förekommer i permanenta och tillfälliga våtmarker, jämfört med rörhönan hellre där växtligheten är tätare. Den lever av insekter (framför allt skalbaggar), mollusker samt flytande växtmaterial som frön och vassblommor. Fågeln födosöker simmande eller promenerande vid vattenkanten, på flytande vegetation eller på öppen lera. Den är vanligtvis tillbakadragen och håller sig helst undan i vegetationen.
Mindre rörhöna häckar monogamt och placerar sitt bo av gräs eller säv på eller strax ovanför vattenytan på grund vatten, maximalt en meter djupt. Fågeln bygger ofta ett litet skydd över boet, liksom en ingångsramp. Den lägger tre till nio ägg som ruvas i 19–20 dagar. troligtvis av båda könen. Efter 35–38 dagar är ungarna flygga.

## Status och hot
Arten har ett stort utbredningsområde, men tros minska i antal, dock inte tillräckligt kraftigt för att den ska betraktas som hotad. Internationella naturvårdsunionen IUCN listar arten som livskraftig (LC).
Mindre rörhöna hotas av habitatförlust genom utdikning, överbete och uppdämning av våtmarkerna. Förr jagades arten till mat i norra Namibia. Idag jagas arten för handel på marknader för traditionell medicin i Nigeria och för lokal konsumtion och handel vid Chilwasjön i Malawi.

## Taxonomi och namn
Mindre rörhöna beskrevs för första gången av den svenske zoologen Carl J. Sundevall 1851, som Gallinula angulata. Fågelns vetenskapliga artnamn angulata betyder "med hörn".